# Producción de proteínas
 que describe la transcripción del código de ADN al código de ARN para las proteínas en el segundo paso que cubre la producción de proteínas.]]
La producción de proteínas es el proceso biotecnológico de generar una proteína específica. Suele lograrse mediante la manipulación de la expresión génica en un organismo de forma que exprese grandes cantidades de un gen recombinante. Esto incluye la transcripción del ADN recombinante a ARN mensajero (ARNm), la traducción del ARNm a cadenas polipeptídicas, que finalmente se pliegan en proteínas funcionales y pueden dirigirse a localizaciones subcelulares o extracelulares específicas
Los sistemas de producción de proteínas (en la jerga del laboratorio también se denominan "sistemas de expresión") se utilizan en las ciencias de la vida, la biotecnología y la medicina. La investigación en biología molecular utiliza numerosas proteínas y enzimas, muchas de las cuales proceden de sistemas de expresión; en particular, la ADN polimerasa para la PCR, la transcriptasa inversa para el análisis del ARN, las endonucleasas de restricción para la clonación y para fabricar proteínas que se examinan en el descubrimiento de fármacos como dianas biológicas o como fármacos potenciales en sí mismos. Los sistemas de expresión también tienen importantes aplicaciones en la fermentación industrial, sobre todo en la producción de productos biofarmacéuticos, como la insulina humana para tratar la diabetes, y en la fabricación de enzimas.

## Sistemas de producción de proteínas
Los sistemas de producción de proteínas comúnmente utilizados incluyen los derivados de bacterias, levadura, baculovirus / insecto, células de mamífero y más recientemente hongos filamentosos como Myceliophthora thermophila. Cuando se producen productos biofarmacéuticos con uno de estos sistemas, las impurezas relacionadas con el proceso denominadas proteínas de la célula huésped también llegan al producto final en cantidades mínimas.

### Sistemas basados en células
Los sistemas de expresión más antiguos y más utilizados están basados en células y pueden definirse como la "combinación de un vector de expresión, su ADN clonado y el huésped para el vector que proporcionan un contexto para permitir la función del gen extraño en una célula huésped, es decir, producir proteínas a un alto nivel". La sobreexpresión es un nivel anormal y excesivamente alto de expresión génica que produce un fenotipo pronunciado relacionado con el gen.
Hay muchas formas de introducir ADN extraño en una célula para su expresión, y se pueden usar muchas células hospedadoras diferentes para la expresión; cada sistema de expresión tiene distintas ventajas y desventajas. Los sistemas de expresión normalmente se denominan por el anfitrión y la fuente de ADN o el mecanismo de entrega del material genético. Por ejemplo, los huéspedes comunes son bacterias (como E. coli, B. subtilis ), levaduras (como S. cerevisiae ) o líneas celulares eucariotas. Las fuentes de ADN y los mecanismos de administración comunes son virus (como baculovirus, retrovirus, adenovirus ), plásmidos, cromosomas artificiales y bacteriófagos (como lambda ). El mejor sistema de expresión depende del gen implicado, por ejemplo, a menudo se prefiere Saccharomyces cerevisiae para proteínas que requieren una modificación postraduccional significativa. Se usan líneas de células de insectos o mamíferos cuando se requiere un corte y empalme de ARNm similar al humano. Sin embargo, la expresión bacteriana tiene la ventaja de producir fácilmente grandes cantidades de proteína, lo que es necesario para la cristalografía de rayos X o los experimentos de resonancia magnética nuclear para la determinación de la estructura.
Dado que las bacterias son procariotas, no están equipadas con toda la maquinaria enzimática para realizar las modificaciones postraduccionales o el plegamiento molecular necesarios. Por ello, las proteínas eucariotas multidominio expresadas en bacterias no suelen ser funcionales. Además, muchas proteínas se vuelven insolubles en forma de cuerpos de inclusión que son difíciles de recuperar sin desnaturalizantes agresivos y el consiguiente y engorroso repliegue de la proteína.
Para hacer frente a estos problemas, se han desarrollado sistemas de expresión que utilizan múltiples células eucariotas para aplicaciones que requieren que las proteínas estén conformadas como en los organismos eucariotas o más cerca de ellos: las células de plantas (por ejemplo, el tabaco), de insectos o de mamíferos (por ejemplo, los bovinos) se transfectan con genes y se cultivan en suspensión e incluso como tejidos u organismos enteros, para producir proteínas completamente plegadas. Sin embargo, los sistemas de expresión in vivo de mamíferos tienen un bajo rendimiento y otras limitaciones (tiempo, toxicidad para las células huésped, etc.). Para combinar las características de alto rendimiento/productividad y escalabilidad de las proteínas de las bacterias y las levaduras, y las características epigenéticas avanzadas de los sistemas de plantas, insectos y mamíferos, se desarrollan otros sistemas de producción de proteínas utilizando eucariotas unicelulares (es decir, células de "Leishmania" no patógenas).

#### Sistemas bacterianos

##### Escherichia coli

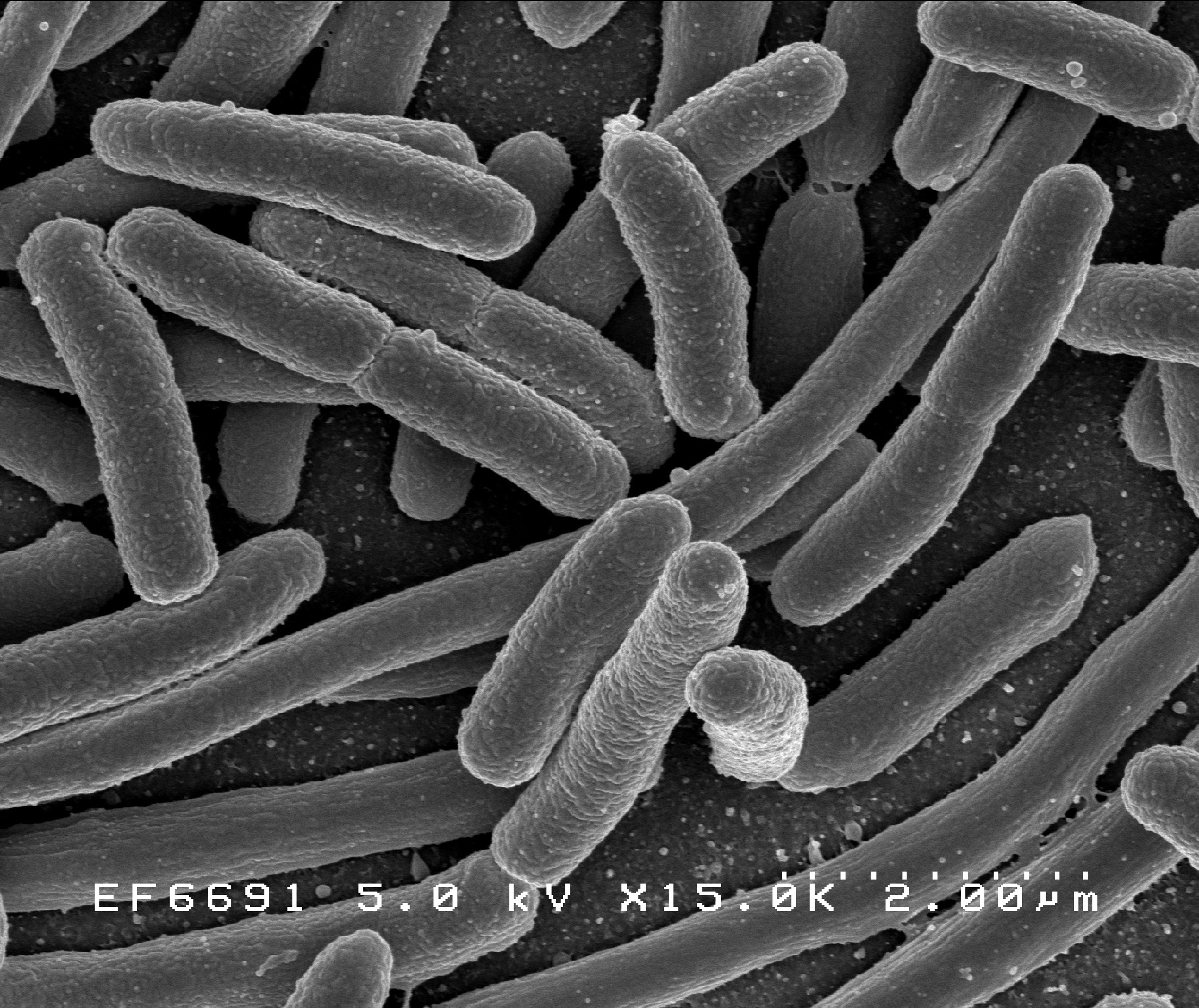
E. coli, uno de los huéspedes más populares para la expresión de genes artificiales.

E. coli es uno de los hospedadores de expresión más utilizados y el ADN normalmente se introduce en un vector de expresión plasmídico. Las técnicas para la sobreexpresión en E. coli están bien desarrolladas y funcionan aumentando el número de copias del gen o aumentando la fuerza de unión de la región promotora para ayudar a la transcripción.
Por ejemplo, una secuencia de ADN para una proteína de interés podría clonarse o subclonarse en un plásmido de alto número de copias que contiene el promotor lac (a menudo LacUV5 ), que luego se transforma en la bacteria E. coli . La adición de IPTG (un análogo de lactosa ) activa el promotor lac y hace que las bacterias expresen la proteína de interés.
Las cepas de E. coli BL21 y BL21 (DE3) son dos cepas comúnmente utilizadas para la producción de proteínas. Como miembros del linaje B, carecen de proteasas lon y OmpT, lo que protege las proteínas producidas de la degradación. El profago DE3 que se encuentra en BL21 (DE3) proporciona la ARN polimerasa de T7 (impulsada por el promotor LacUV5), lo que permite utilizar vectores con el promotor T7 en su lugar.

##### Corynebacterium
Las especies no patógenas de Corynebacterium grampositiva se utilizan para la producción comercial de varios aminoácidos. La especie C. glutamicum se utiliza ampliamente para producir glutamato y lisina, componentes de los alimentos humanos, los piensos y los productos farmacéuticos.
La expresión del factor de crecimiento epidérmico humano funcionalmente activo se ha llevado a cabo en C. glutamicum, demostrando así un potencial para la producción a escala industrial de proteínas humanas. Las proteínas expresadas pueden dirigirse a la secreción a través de la vía secretora general (Sec) o la vía de translocación de arginina gemela (Tat).
A diferencia de las bacterias gramnegativas, la Corynebacterium grampositiva carece de lipopolisacáridos que funcionan como endotoxinas antigénicas en humanos.

##### Pseudomonas fluorescens
La bacteria no patógena y gramnegativa Pseudomonas fluorescens se utiliza para la producción de alto nivel de proteínas recombinantes, normalmente para el desarrollo de bioterapias y vacunas. P. fluorescens es un organismo metabólicamente versátil, que permite el cribado de alto rendimiento y el rápido desarrollo de proteínas complejas. P. fluorescens es más conocido por su capacidad de producir rápidamente y con éxito altos títulos de proteínas activas y solubles.

#### Sistemas eucariotas

##### Levaduras
Los sistemas de expresión que utilizan S. cerevisiae o Pichia pastoris permiten la producción estable y duradera de proteínas que se procesan de manera similar a las células de mamíferos, con alto rendimiento, en medios de proteínas químicamente definidos.

##### Hongos filamentosos
Los hongos filamentosos, especialmente Aspergillus y Trichoderma, pero también más recientemente Myceliophthora thermophila C1 se han desarrollado en plataformas de expresión para la detección y producción de diversas enzimas industriales . El sistema de expresión C1 muestra una morfología de baja viscosidad en cultivo sumergido, lo que permite el uso de medios complejos de crecimiento y producción.

##### Células infectadas conbaculovirus
Las células de insecto infectadas por baculovirus (cepas Sf9, Sf21, High Five) o las células de mamífero (HeLa, HEK 293) permiten la producción de proteínas glicosiladas o de membrana que no pueden producirse mediante sistemas fúngicos o bacterianos. Es útil para la producción de proteínas en gran cantidad. Los genes no se expresan continuamente porque las células huésped infectadas acaban lisándose y muriendo durante cada ciclo de infección.

##### Expresión de células de insectos no líticas
La expresión no lítica en células de insecto es una alternativa al sistema de expresión lítica por baculovirus. En la expresión no lítica, los vectores se transfectan de forma transitoria o estable en el ADN cromosómico de las células de insecto para la posterior expresión génica. A continuación, se realiza la selección y el cribado de los clones recombinantes. El sistema no lítico se ha utilizado para obtener un mayor rendimiento proteico y una expresión más rápida de los genes recombinantes en comparación con la expresión de células infectadas por baculovirus.  Las líneas celulares utilizadas para este sistema incluyen: Sf9, Sf21 de células de Spodoptera frugiperda, Hi-5 de células de Trichoplusia ni  y células de Schneider 2 y células de Schneider 3 de células de Drosophila melanogaster.   Con este sistema, las células no se lisan y se pueden utilizar varios modos de cultivo.  Además, las series de producción de proteínas son reproducibles.  Este sistema da un producto homogéneo.  Un inconveniente de este sistema es el requisito de un paso de cribado adicional para seleccionar clones viables.

##### Excavata
Los sistemas de expresión de Leishmania tarentolae (no puede infectar a los mamíferos) permiten la producción estable y duradera de proteínas con alto rendimiento, en medios químicamente definidos. Las proteínas producidas exhiben modificaciones postraduccionales completamente eucariotas, incluida la glicosilación y la formación de enlaces disulfuro.

##### Sistemas de mamíferos
Los sistemas de expresión de mamíferos más comunes son las células de ovario de hámster chino (CHO) y de riñón embrionario humano (HEK).
- Célula de ovario de hámster chino[26]
- Mieloma linfoblástico de ratón (p. Ej. célula NS0)[25]
- Completamente humano
  - Células de riñón embrionario humano ( HEK-293 )[26]
  - Células retinianas embrionarias humanas (Crucell's Per. C6)[26]
  - Células de amniocitos humanos (glicotopo y CEVEC)

### Sistemas sin células
La producción de proteínas sin células se realiza in vitro utilizando ARN polimerasa, ribosomas, ARNt y ribonucleótidos purificados. Estos reactivos pueden producirse por extracción de células o a partir de un sistema de expresión celular. Debido a los bajos niveles de expresión y al elevado coste de los sistemas libres de células, los sistemas basados en células son más utilizados

## Otras lecturas
- Higgins, Steve J.; Hames, B. D. (1999). Protein Expression: A Practical Approach. Oxford University Press. ISBN 978-0-19-963623-5.
- Baneyx, François (2004). Protein Expression Technologies: Current Status and Future Trends. Garland Science. ISBN 978-0-9545232-5-1.

- Datos: Q331672